# Blinde Zeugen
Blinde Zeugen ist ein 2009 beim Verlag HarperCollins U.K. erschienener Kriminalroman von Stuart MacBride; der englische Originaltitel lautet Blind Eye. Der Roman wurde von Andreas Jäger übersetzt und 2010 als deutsche Erstausgabe vom Goldmann Verlag veröffentlicht. Es ist der fünfte Roman der Logan McRae-Reihe.

## Inhalt

### Machen bald die Äuglein zu...
Ein gutes halbes Jahr ist vergangen, seitdem Logan McRae den Fall des „Fleischers“ im vorigen Roman Blut und Knochen gelöst hat. Anschließend liefen mehrere Dinge im Dienst nicht nach Plan und so fristet er sein Dasein immer noch als Detective Sergeant. Prompt hat auch er das Kommando bei einem Einsatz, bei dem ein Polizist verletzt und eine Zeugin von einem seiner Kollegen angeschossen und lebensgefährlich verwundet wird. Obendrein findet das Einsatzkommando den fünften Mann, dem man die Augen herausgeschnitten und anschließend die Augenhöhlen ausgebrannt hat. Zeitgleich gehen bei der Polizei Briefe ein, in denen sich der Täter mit der Blendung seiner Opfer brüstet. 

### Zwei Tage später
Logan muss – nachdem er bei DCI Finnie in Ungnade gefallen ist – wieder mit DI Steel kleine Fälle bearbeiten, wobei sie den amtsbekannten Pädophilen Rory Simpson festnehmen können. Dieser konnte die Täter sehen, nachdem diese Simon MacLeod – eine Größe der Aberdeener Unterwelt – geblendet haben und hilft bei der Anfertigung eines Phantombildes. Die Ermittlungen treten lange auf der Stelle und Logan soll nebenbei auch noch den Fall des ermordeten Drogendealers Harry Jordan lösen und sich um eine Bande Schläger aus Manchester kümmern. Nachdem Logan einige Befragungen in einer katholischen Kirchengemeinde durchführt, wird Ricky Gilchrist festgenommen. Dieser gibt die Blendungen zu und der Fall scheint gelöst, bis ein weiteres Opfer mit ausgebrannten Augenhöhlen gefunden wird.

### Za Naszrą I Waszą Wolność (Für unsere und eure Freiheit)
Nachdem es in Polen bereits in den 1980er Jahren Fälle mit dem gleichen Modus Operandi gab, reist Logan nach Warschau und weiter nach Krakau, um dort gemeinsam mit Polizeihauptmeisterin Wiktorija Jaroszewicz nach überlebenden Opfern zu suchen. Und wieder ist es Logan, der – ohne nennenswerte Kenntnisse der polnischen Sprache – über Mitglieder der Solidarność-Bewegung Rafal Gorzkiewicz im Krakauer Ortsteil Nowa Huta aufspürt. Dieser diente im Krieg in Afghanistan und baute dort Bomben und Sprengfallen. Nach seiner Heimkehr wollte er der Bewegung mit Bombenanschlägen zum Erfolg verhelfen, wurde jedoch verhaftet, gefoltert und geblendet. Der blinde, alte Mann gibt Logan und Polizeihauptmeisterin Jaroszewicz wichtige Informationen über Wadim Michailowitsch Krawtschenko, der sich selbst Kostchey, der Herr der Unterwelt nennt. Als dessen Helfer Logan und Jaroszewicz überfallen, ist Gorzkiewicz längst aus seiner Wohnung geflüchtet. Vor dessen Bombe mit Zeitzünder können sie sich in der Badewanne in Sicherheit bringen, während ihre Angreifer die Explosion nicht überleben.

### Sechs Tage später
Zurück in Aberdeen spürt Logan den flüchtigen Rory Simpson auf und erstellt mit ihm neue Phantombilder, da dieser aus Angst vor einer Blendung bei den ersten Bildern gelogen hatte. Im Haus von DI Steel wird Simpson in Schutzhaft genommen und plötzlich taucht auch Jaroszewicz, die nach ihrer Verletzung in Nowa Huta vorübergehend dienstunfähig ist, in Aberdeen auf. Nach einem Trinkgelage mit seiner polnischen Kollegin werden Logan, Jaroszewicz und Rory Simpson von Krawtschenko und dessen Helfer Grigor aus dem Haus von Steel entführt. Krawtschenko blendet Simpson und nimmt Jaroszewicz als Geisel, um Logan zur Zusammenarbeit zu zwingen. Nachdem Logan die Durchsuchung des Schiffes Buckie Ballad mit einer Ladung Handfeuerwaffen an Bord verhindert hat, lockt ihn sein Kollege DS Pirie, der sich von Krawtschenko hat bestechen lassen, im Aberdeener Stadtteil Altens eine Falle. Logan kann Grigor überwältigen, als plötzlich Reuben und Johnny Urquhart auftauchen. Diese sind die Handlanger von Wee Hamish Mowat, dem mächtigsten Gangsterboss im Nordosten Schottlands. Sie nehmen Grigor und Pirie, der sich auch von Mowat hat schmieren lassen, mit. Mit Waffengewalt verhindert Logan, dass auch Krawtschenko mitgenommen wird und entlockt ihm unter Anwendung von Gewalt die Position der Buckie Ballad. Es stellt sich auch heraus, dass Jaroszewicz bereits vor zwei Jahren vom Dienst suspendiert wurde, da sie mehrere Drogenrazzien gegen einen deutschen Drogenhändler namens Ehrlichmann sabotiert hat und im Verdacht steht, für diesen zu arbeiten. Sie hat jedoch nur mit ihm zusammengearbeitet, da er ihr im Gegenzug für ihre Dienste die Auslieferung von Krawtschenko versprochen hat, der vor vielen Jahren auch ihren Vater geblendet hatte.

### Nachspiel

#### I. Caulfleg Farm, 35 Meilen vor Aberdeen – vier Stunden später
Hilary Brander, die Lebensgefährtin von Simon MacLeod, rächt sich auf der Schweinefarm von Wee Hamish Mowat für die Blendung, indem auf Grigors Kniegelenke mit einem Klauenhammer einschlägt; die bevorzugte Bestrafungsmethode der Brüder MacLeod. Grigor wird anschließend an die Schweine verfüttert, während DS Pirie nebenan alles mitanhören muss und auf seine Bestrafung wartet.

#### II. Präsidium der Grampian Police, Montag
Die Bestechlichkeit von DS Pirie muss aufgearbeitet werden und Logan ist nicht vom Dienst suspendiert worden. DC Rennie gibt eine Samenspende ab, von der DI Steel denkt, sie wäre von Logan. Und während Logan einen Schluck von einem 30 Jahre alten Single Malt von Knockdhu genießt, von dem ihm Wee Hamish Mowat eine Flasche ins Präsidium geschickt hat, muss er sich zwischen einer Zusammenarbeit mit Mowat oder der Aufarbeitung seiner Probleme mit dem Psychotherapeuten Dave Goulding entscheiden.

#### III. Staatliche Haftanstalt Craiginches – zwei Wochen später
Colin MacLeod, der Bruder von Simon MacLeod, ist wegen schwerer Körperverletzung für zwei Monate in Craiginches inhaftiert. Dort rächt er sich für die Blendung seines Bruders Simon an Krawtschenko, indem er den Ukrainer beim Hofgang mit einer angespitzten Zahnbürste ersticht.

## Kritiken
„Stuart MacBride [...] stammt wie Ian Rankin aus Schottland, doch unterschiedlicher können zwei Autoren ihre Plots kaum stricken. Während Rankin die gepflegte Aufklärung mittels seines schillernden Rebus bevorzugt, rast MacBrides Geschichte voran, als gelte es, mit der Schultern Türen einzurammen, um einen letzten Funken Hoffnung zu bewahren.“

## Allgemeines
Nach einer Spende an eine Wohltätigkeitsorganisation der Grampian Police widmete MacBride Hilary Brander eine Rolle in seinem Roman. Im Nachwort entschuldigt sich MacBride beim Aberdeener Fremdenverkehrsamt, dass das nächste Buch im Januar und Februar spielen wird, da ihm „ganz mulmig“ wird, wenn er dauernd nur über Sonnenschein schreibt.